# مقاطعة بوينا فيستا (آيوا)
مقاطعة بوينا فيستا (بالإنجليزية: Buena Vista County)‏ هي إحدى مقاطعات ولاية آيوا في الولايات المتحدة الأمريكية.